# Colin Chapman
 Anthony Colin Bruce Chapman  va ser un dissenyador, enginyer, constructor i pilot d'automòbils anglès que va arribar a disputar curses de Fórmula 1.
Colin Chapman va néixer el 19 de maig del 1928 a Londres, Anglaterra i va morir el 16 de desembre del 1982 d'una aturada cardíaca.

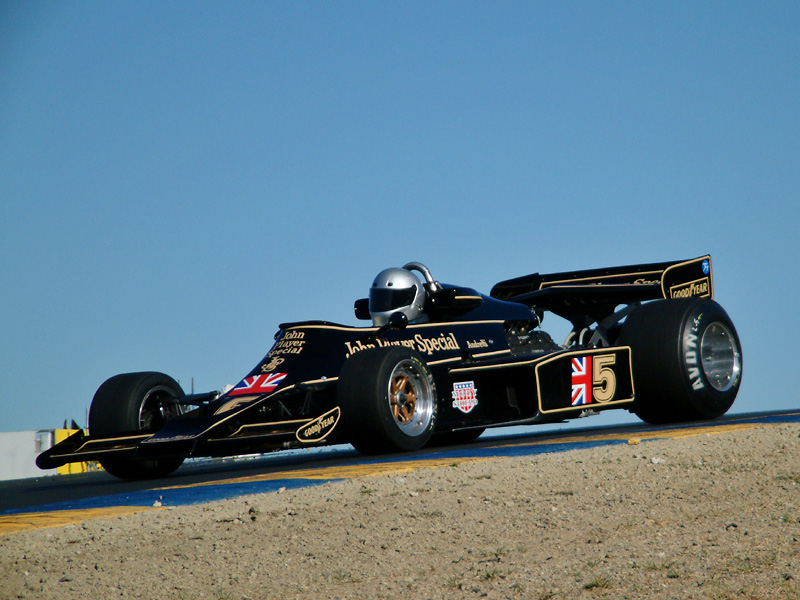
Lotus 77

L'any 1952 va fundar Lotus, famosa marca d'automòbils esportius que aviat va destacar pels seus dissenys i per les seves victòries a tota mena de curses de velocitat. A la F1, Lotus va aconseguir fins a set Campionats del món de constructors i sis de pilots, amb un total de 73 victòries a la F1 (i 102 poles i 65 voltes ràpides).

## A la F1
Va debutar a la cinquena cursa de la temporada 1956 (la setena temporada de la història) del campionat del món de la Fórmula 1, disputant l'1 de juliol del 1956 el GP de França al Circuit de Reims-Gueux.
Colin Chapman va participar en una única cursa puntuable pel campionat de la F1, aconseguint qualificar-se en un meritori cinquè lloc però a causa d'un accident en els entrenaments previs a la cursa no va poder prendre la sortida perquè no disposava de vehicle per disputar-la.

## Resultats a la Fórmula 1
| Any  | Equip                    | Xassís  | Motor   | 1   | 2   | 3   | 4   | 5       | 6   | 7   | 8   | Posició | Punts |
| ---- | ------------------------ | ------- | ------- | --- | --- | --- | --- | ------- | --- | --- | --- | ------- | ----- |
| 1956 | Vandervell Products Ltd. | Vanwall | Vanwall | ARG | MON | 500 | BEL | FRA NVS | GBR | ALE | ITA | -       | 0     |

### Resum
| Curses: | Victòries: | Pòdiums: | Poles: | Voltes ràpides: | Punts: |
| ------- | ---------- | -------- | ------ | --------------- | ------ |
| 1       | 0          | 0        | 0      | 0               | 0      |